# اندیس گچ خاکی زابل
گچ خاکی زابل یک اندیس مصالح ساختمانی است که در حوالی شهر سفیدابه استان سیستان و بلوچستان قرار دارد و مادهٔ معدنی موجود در آن، گچ است.  